# 沈世镒
沈世镒（1939年4月—2020年10月27日），男，浙江嘉兴人，中国数学家，南开大学教授，曾任中国数学会常务理事。

## 家庭
哥哥沈世钊，中国工程院院士。